# Furth an der Triesting
Furth an der Triesting ist eine Gemeinde mit 866 Einwohnern (Stand 1. Jänner 2025) in Niederösterreich im Bezirk Baden im Triestingtal.

## Geografie
Die Gemeinde liegt in einem südlichen Seitental des Triestingtals und hat 795 Einwohner auf einer Fläche von 64,25 km². Die Seehöhe des Ortes beträgt 422 m ü. A.
Die Further Gewässer sind der in Weissenbach in die Triesting mündende Furtherbach und der Klausbach, der im Ortsteil Schromenau in den Furtherbach mündet. Lediglich bei der Rotte Hof im äußersten Nordosten liegt das Gemeindegebiet direkt an der Triesting.
In Furth befinden sich die Hauptquellen des 1929 ins Leben gerufenen Wasserleitungsverbandes der Triestingtal- und Südbahngemeinden.

### Berge
Das Kieneck ist 1106 m hoch. Der Gipfel liegt auf Further Gebiet fast genau an der Gemeindegrenze zwischen Furth, Muggendorf und Ramsau. Das Hocheck ist 1037 m hoch, und mehrere Wanderwege führen zu einer Aussichtswarte, der Meyringer-Warte, und zum Hocheck-Schutzhaus. Das Hocheck ist der von Wien aus nächstgelegene Berg über 1000 Meter. Anfang des 20. Jahrhunderts plante man von Furth aus eine Zahnradbahn, deren Ausführung aber an finanziellen Problemen scheiterte. Bis zum Jahr 2022 war das Hocheck-Schutzhaus von Furth über eine Mautstraße erreichbar; seither ist die Straße dauerhaft gesperrt. Ein weiterer von Furth aus ersteigbarer Berg ist der Gaisstein.

### Gemeindegliederung
Bis Ende 2020 gliederte sich das Gemeindegebiet in folgende 11 Ortschaften:
- Aggsbach
- Dürntal
- Ebeltal
- Eberbach
- Furth
- Guglhof
- Hof
- Maierhof
- Niemtal
- Rehgras
- Steinwandgraben

Die Gemeinde besteht seit 2021 aus der einzigen Ortschaft Furth, die auch die Katastralgemeinde Furth bildet.

### Nachbargemeinden
Die Gemeinde Furth an der Triesting grenzt an folgende andere Gemeinden:
| Kaumberg, Bez. Lilienfeld | Altenmarkt an der Triesting                 | Weissenbach an der Triesting |
| Ramsau, Bez. Lilienfeld   | Kompassrose, die auf Nachbargemeinden zeigt | Pottenstein                  |
|                           | Muggendorf, Bez. Wiener Neustadt            |                              |

## Geschichte
Laut Adressbuch von Österreich waren im Jahr 1938 in der Ortsgemeinde Furth drei Gastwirte, zwei Gemischtwarenhändlerinnen, ein Holzhändler, ein Holzgeräteerzeuger, eine Mühle, vier Sägewerke, ein Schmied, ein Schuster, ein Tischler, ein Wagner und mehrere Landwirte sowie die Gutsverwaltung Wittgenstein ansässig.

### Bevölkerungsentwicklung
| Furth an der Triesting: Einwohnerzahlen von 1869 bis 2025 | Furth an der Triesting: Einwohnerzahlen von 1869 bis 2025 | Furth an der Triesting: Einwohnerzahlen von 1869 bis 2025 | Furth an der Triesting: Einwohnerzahlen von 1869 bis 2025 | Furth an der Triesting: Einwohnerzahlen von 1869 bis 2025 |
| --------------------------------------------------------- | --------------------------------------------------------- | --------------------------------------------------------- | --------------------------------------------------------- | --------------------------------------------------------- |
| Jahr                                                      |                                                           |                                                           |                                                           | Einwohner                                                 |
| 1869                                                      | 1869                                                      |                                                           | 1.116                                                     | 1.116                                                     |
| 1880                                                      | 1880                                                      |                                                           | 1.095                                                     | 1.095                                                     |
| 1890                                                      | 1890                                                      |                                                           | 1.009                                                     | 1.009                                                     |
| 1900                                                      | 1900                                                      |                                                           | 1.073                                                     | 1.073                                                     |
| 1910                                                      | 1910                                                      |                                                           | 1.171                                                     | 1.171                                                     |
| 1923                                                      | 1923                                                      |                                                           | 1.030                                                     | 1.030                                                     |
| 1934                                                      | 1934                                                      |                                                           | 1.007                                                     | 1.007                                                     |
| 1939                                                      | 1939                                                      |                                                           | 967                                                       | 967                                                       |
| 1951                                                      | 1951                                                      |                                                           | 885                                                       | 885                                                       |
| 1961                                                      | 1961                                                      |                                                           | 820                                                       | 820                                                       |
| 1971                                                      | 1971                                                      |                                                           | 809                                                       | 809                                                       |
| 1981                                                      | 1981                                                      |                                                           | 753                                                       | 753                                                       |
| 1991                                                      | 1991                                                      |                                                           | 745                                                       | 745                                                       |
| 2001                                                      | 2001                                                      |                                                           | 795                                                       | 795                                                       |
| 2011                                                      | 2011                                                      |                                                           | 825                                                       | 825                                                       |
| 2021                                                      | 2021                                                      |                                                           | 873                                                       | 873                                                       |
| 2025                                                      | 2025                                                      |                                                           | 866                                                       | 866                                                       |
| Quelle(n): Statistik Austria, Gebietsstand 1.1.2021       |                                                           |                                                           |                                                           |                                                           |

## Kultur und Sehenswürdigkeiten

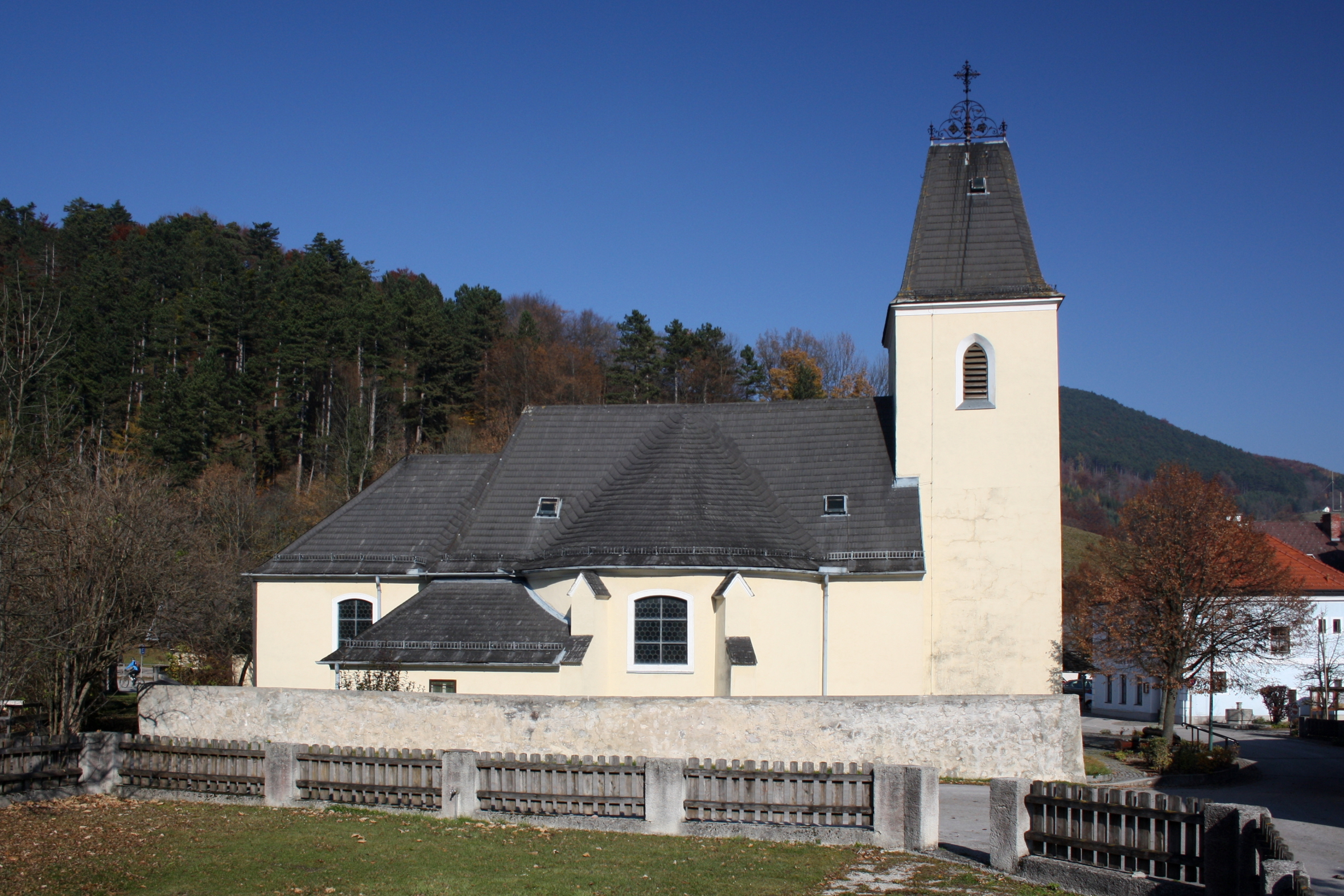
Pfarrkirche Furth an der Triesting

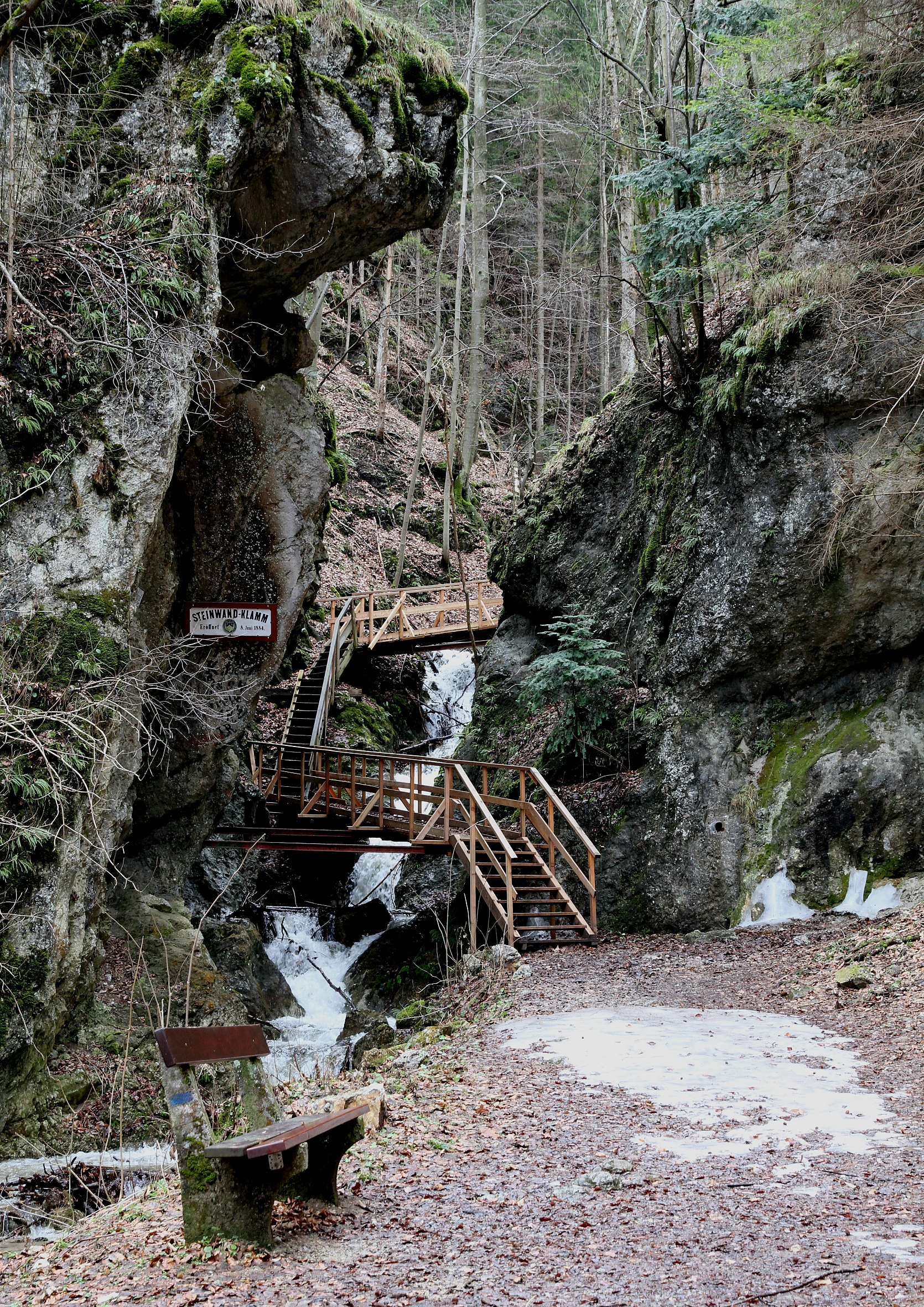
Eingang zur Steinwandklamm

- Katholische Pfarrkirche Furth an der Triesting hl. Maria Magdalena
- Steinwandklamm: 1884 wurde die Klamm (Lage) für Besucher zugänglich gemacht[5] und am 8. Juni selben Jahres, unter Teilnahme von mehr als 600 aus Wien angereisten Teilnehmern[6], eröffnet.[7] Der Österreichische Touristenklub (Ö.T.K.) Triestingtal legte 1927 einen Klettersteig an. Der Satz „Wir wandern auf Kaisers Spuren“ entstand durch den Umstand, dass Kaiser Franz Joseph der wohl berühmteste Wanderer in der Klamm war. Sie wurde im Ersten und Zweiten Weltkrieg ziemlich zerstört. Heute führen gesicherte Steige und Brücken bis zum Türkenloch; dort sollen sich während der zweiten Türkenbelagerung die Bewohner des Triestingtales versteckt haben, aber nach der Entdeckung durch die Türken durch aufsteigenden Rauch alle getötet worden sein.

## Wirtschaft und Infrastruktur
Der größte Teil der Fläche ist Wald. Die Forstwirtschaft und die Jagd sind dementsprechend wichtig.
Furth ist ein Mostdorf mit Mostheurigen und dem Natursaft-Erzeugungsbetrieb Land-Drink Krenn KG.

### Öffentliche Einrichtungen
In Furth befinden sich ein Kindergarten und eine Volksschule.

## Politik

### Gemeinderat
Der Gemeinderat hat 15 Mitglieder.
- Nach den Gemeinderatswahlen in Niederösterreich 1990 hatte der Gemeinderat folgende Verteilung: 14 ÖVP und 1 SPÖ.
- Nach den Gemeinderatswahlen in Niederösterreich 1995 hatte der Gemeinderat folgende Verteilung: 7 ÖVP, 7 LFS und 1 SPÖ.[10]
- Nach den Gemeinderatswahlen in Niederösterreich 2000 hatte der Gemeinderat folgende Verteilung: 7 ÖVP, 7 LFS und 1 SPÖ.[11]
- Nach den Gemeinderatswahlen in Niederösterreich 2005 hatte der Gemeinderat folgende Verteilung: 9 ÖVP, 5 Furth aktiv, und 1 SPÖ.[12]
- Nach den Gemeinderatswahlen in Niederösterreich 2010 hatte der Gemeinderat folgende Verteilung: 9 ÖVP, 5 Furth aktiv, und 1 SPÖ.[13]
- Nach den Gemeinderatswahlen in Niederösterreich 2015 hatte der Gemeinderat folgende Verteilung: 7 ÖVP, 7 Furth aktiv, und 1 SPÖ.[14]
- Nach den Gemeinderatswahlen in Niederösterreich 2020 hatte der Gemeinderat folgende Verteilung: 15 ÖVP.[15]
- Nach den Gemeinderatswahlen in Niederösterreich 2025 hat der Gemeinderat folgende Verteilung: 12 ÖVP und 3 SPÖ.[16]

### Bürgermeister
- 1985–2015 Franz Seewald (ÖVP)
- 2015–2025  Alois Riegler (2015–2020 Furth aktiv, seit 2020 ÖVP)[17]
- seit 2025 Natascha Partl (ÖVP)

### Wappen
Blasonierung: In einem über einem Schildesfuß durch eine golde Ähre gespaltenen Schild, vorne in Schwarz ein rotes aufgerichtetes Türkenschwert, hinten in Rot eine goldene Hirschstange; im grünen Schildesfuß eine silberne Schneerose.
Die Niederösterreichische Landesregierung verlieh der Gemeinde am 20. Juni 1978 gemäß § 4 Abs. 1 der Niederösterreichischen Gemeindeordnung das aktuelle Wappen, welches am 23. August 1978 rechtskräftig wurde.

## Persönlichkeiten

### Ehrenbürger
- Franz Seewald

### Söhne und Töchter von Furth
- Karl Kronfuß (1858–1923), Ingenieur und Volksliedsammler

### Mit Furth verbundene Persönlichkeiten
- Martin Nguyen (* 1980), Regisseur

## Historische Landkarten

Furth und Umgebung um 1872 (Aufnahmeblätter der Landesaufnahme)
Furth und der Steinwandgraben (links)
Der Westen von Furth, die Steinwandklamm ist noch nicht ausgebaut und nur an den Höhenunterschieden am Ende des Steinwandgrabens (Mitte rechts) erkennbar